# Tricô

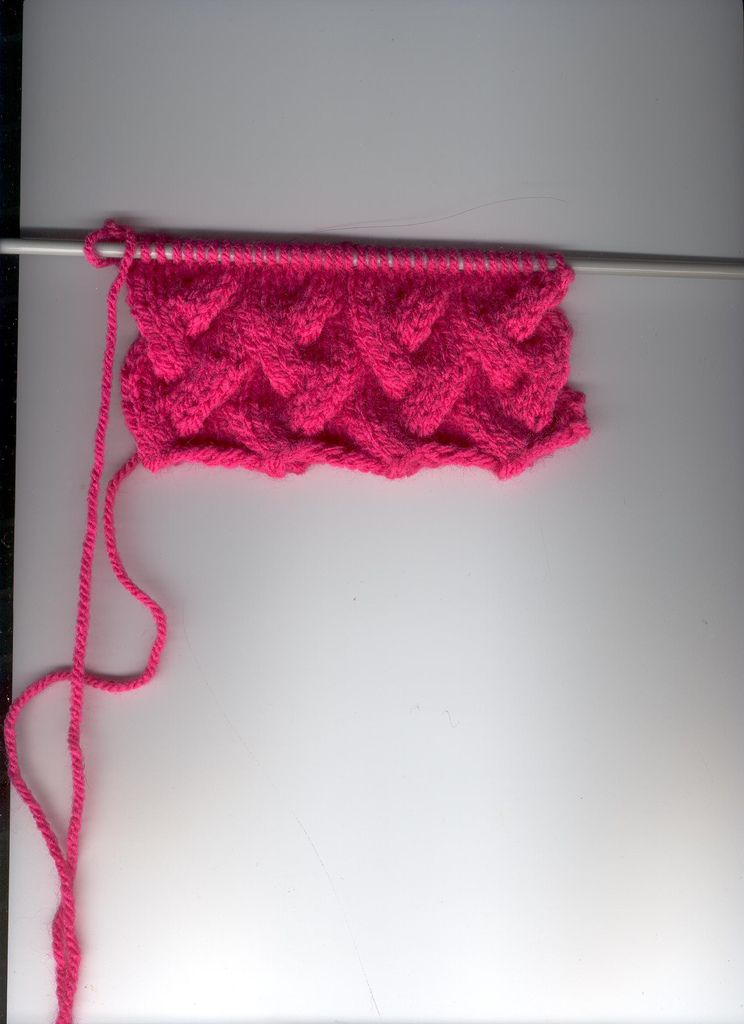

O tricô é uma técnica para entrelaçar o fio (de lã ou outra fibra têxtil) de forma organizada, criando-se assim um tecido que, por suas características de textura e elasticidade, é chamado de malha de tricô ou simplesmente tricô.
Pode ser feito manualmente, com duas agulhas que, além de propiciar o entrelaçamento do fio (criando cada ponto), abrigam a malha de tricô já tecida. 

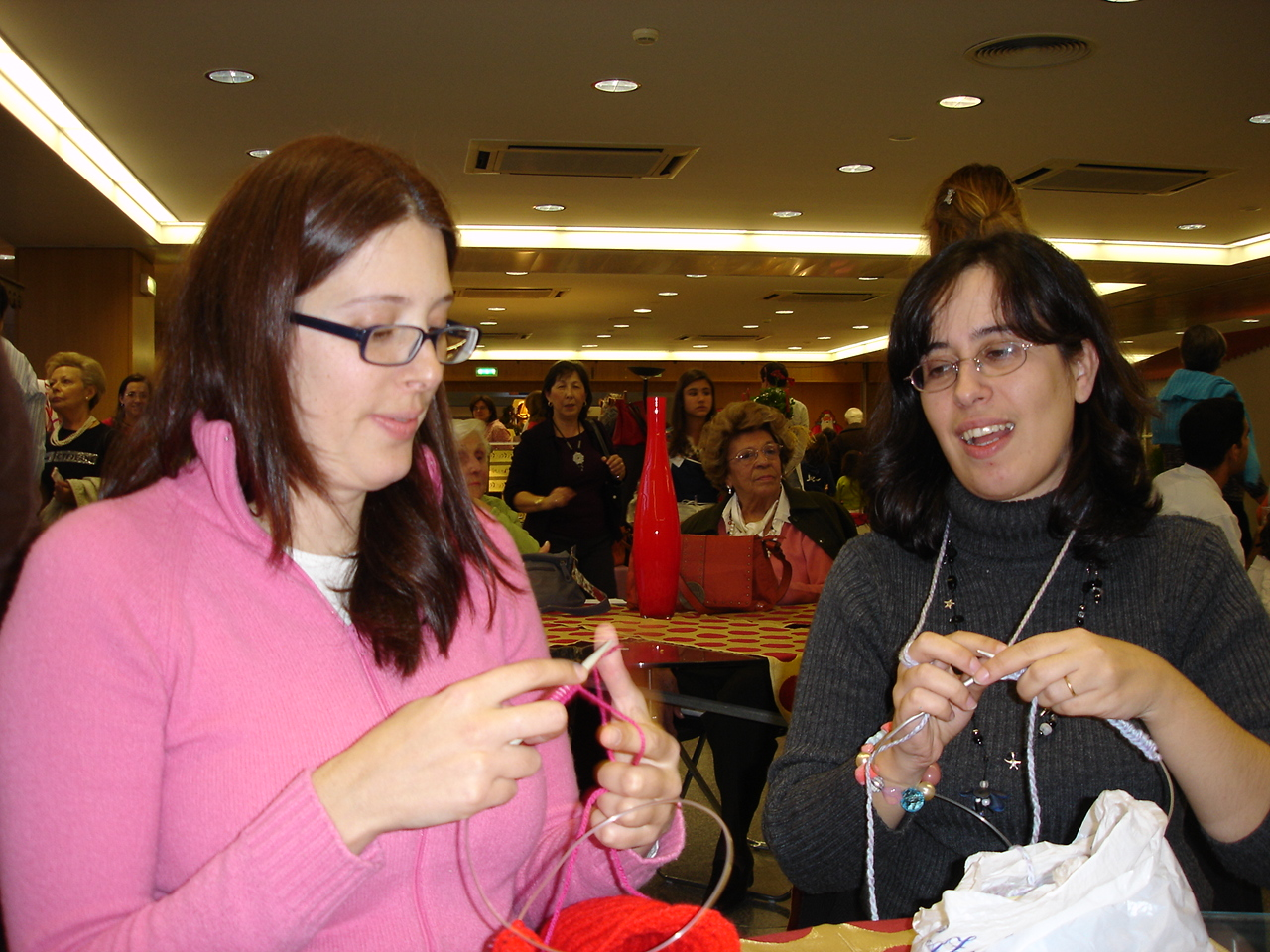

O tricô pode também ser feito através de máquinas próprias chamadas de  máquinas de tricô, o que também resulta num pano muito semelhante à malha manualmente tecida.

## Origem
É do fim do século VIII a.C uma das primeiras referências sobre o tricô. É feita na obra Odisseia, de Homero. A personagem Penélope vê o marido Ulisses ser chamado para lutar na Guerra de Troia. Os anos passavam e não havia notícia de Ulisses. O pai de Penélope a pressiona para que se case novamente. Penélope quer aguardar a volta do marido. Ela, então, estabelece a condição de que o novo casamento somente acontecerá depois que termine de tricotar um sudário para Laerte, pai de Ulisses. À noite, ela desmancha o que teceu durante o dia, assim nunca termina o trabalho.
John William Waterhouse, pintor inglês, mostra esta cena no quadro “Penelope and the Suitors” (“Penélope e os Pretendentes”) de 1912. 
A Virgem Maria foi retratada pelo pintor alemão Mestre Bertram no século XIV no quadro “Visita do Anjo” tricotando uma camisola. 
As peças eram tecidas com fios perecíveis de lã ou algodão, por esse motivo os mais antigos trabalhos encontrados datam de 1000 a.C. As meias encontradas no Egito apresentam desenhos complexos, o que pressupõe muitos anos de aprimoramento.
Uma equipe de arqueólogos liderada pelo explorador norueguês Helge Ingstad e a arqueóloga Anne Stine Ingstad descobriu, em 1964, em L’Anse aux Meadows, na Terra Nova, província do Canadá, uma agulha de tricô datada de cerca do ano 1000, possível data de fundação da aldeia viquingue onde foi encontrada.
É bem provável que a técnica tenha nascido no Egito, onde o entrelaçamento era feito com a ajuda de ossos ou madeira. Os belgas levaram a técnica aos ingleses, que a desenvolveram para produzir meias e cachecóis que protegessem os trabalhadores e seus filhos no inverno. Usavam fios de lã pura que as mulheres produziam. Por isso até hoje o tricô está relacionado ao inverno, o que a tecnologia reinventou, levando-o também para as malhas de verão através de fios leves e apropriados. A malha permite desfazer o tecido rapidamente, diferente de outros processos de tecimento.